# Javier Lozano Barragán
Javier Lozano Barragán (Toluca, 26 de enero de 1933-Roma, 20 de abril de 2022) fue un cardenal católico mexicano. Fue presidente del Consejo Pontificio para la Pastoral de los Agentes Sanitarios, hasta el 18 de abril de 2009, día en que el Papa Benedicto XVI aceptó su renuncia por límite de edad.

## Biografía

### Primeros años y formación
Javier nació el 26 de enero de 1933, en la ciudad mexicana de Toluca.
Inició su formación en el Seminario de Zamora, en Zamora de Hidalgo, Michoacán. Luego, obtuvo tanto su licenciatura en filosofía como su doctorado en teología, en la Pontificia Universidad Gregoriana de Roma.

### Sacerdocio
Ordenado el 30 de octubre de 1955 en Roma, fue profesor y prefecto de estudios en el Seminario de Zamora. Fue luego nombrado encargado de la formación permanente del clero diocesano. Fue presidente de la Sociedad Teológica Mexicana y director del Instituto de Teología Pastoral de la Conferencia Episcopal Latinoamericana (CELAM) en Medellín, Colombia. Asimismo, fue miembro del equipo de reflexión teológica del CELAM. Asistió, en calidad de experto, a la III Conferencia General del Episcopado Latinoamericano, realizada en la ciudad mexicana de Puebla, entre el 27 de enero y el 13 de febrero de 1979.

## Episcopado

### Obispo Auxiliar de México
Fue elegido obispo titular de Tunicia de Numidia y nombrado auxiliar de la Archidiócesis Primada de México el 5 de junio de 1979. Fue consagrado el 15 de agosto de 1979, en México, por el cardenal Ernesto Corripio Ahumada, Arzobispo de México.

### Obispo de Zacatecas
El 28 de octubre de 1984 fue transferido a la sede de Zacatecas, en la que tomó posesión el 26 de enero de 1985. Durante su episcopado se instituyó la participación de los laicos como agentes de animación pastoral denominados encargados de la vida cristiana. Creó el Santuario Diocesano del Niño de las Palomitas, que es el segundo más importante en su tipo en la Diócesis de Zacatecas. Se celebraron el Segundo Sínodo Diocesano en 1994 y el Congreso Internacional Mariológico en 1996.  La ciudad de Zacatecas recibió la visita del papa Juan Pablo II durante su segundo viaje a México, el 12 de mayo de 1990.
Por otra parte, asistió la IX Asamblea Ordinaria del Sínodo de Obispos realizada en la Ciudad del Vaticano entre el 2 y 29 de octubre de 1994.

### Presidente del Pontificio Consejo
Dos años después, el 31 de octubre de 1996, fue nombrado presidente del Pontificio Consejo para la Pastoral de los Agentes Sanitarios. Renunció al gobierno pastoral de la diócesis y le fue otorgado el título de arzobispo ad personam el 7 de enero de 1997. Asistió a la Asamblea Especial para Europa del Sínodo de Obispos, Ciudad del Vaticano, entre el 1 y 23 de octubre de 1999. Asistió también a la X Asamblea Ordinaria del Sínodo de Obispos en el Vaticano, desde el 30 de septiembre hasta el 27 de octubre de 2001. Adicionalmente, fue el enviado especial del Papa al X Día Mundial del Enfermo el 11 de febrero de 2002 en Vailankanni, India.

## Cardenalato
Creado cardenal diácono por el Papa Juan Pablo II en el consistorio del 21 de octubre de 2003, recibió la birreta roja y el diaconado de S. Michele Arcangelo el 21 de octubre de 2003. Enviado especial del Papa para las celebraciones del XII Día Mundial del Enfermo, Lourdes, Francia, 11 de febrero de 2004. Enviado especial del Papa para las celebraciones del XIII Día Mundial del Enfermo realizado en Yaundé, Camerún, del 9 al 11 de febrero de 2005.
Presidió la Comisión Episcopal encargada de abrir la Universidad Pontificia de México en 1980. 
Fue de los primeros en promover la canonización del Papa Juan Pablo II después de su muerte en abril de 2005, diciendo que la recuperación de un niño con leucemia terminal, a quien el Papa había bendecido en su visita a la ciudad de Zacatecas el 12 de mayo de 1990, era un milagro atribuible a Juan Pablo.
Fue uno de los cardenales electores que participaron en el cónclave de abril de 2005 en el que se eligió el Papa Benedicto XVI.

## Fallecimiento
Falleció la madrugada del 20 de abril de 2022, en la ciudad de Roma, a la edad de 89 años; después de una corta enfermedad.
Los solemnes funerales fueron celebrados cinco días después en el Altar de la Cátedra de la Basílica de San Pedro por el Cardenal Giovanni Battista Re, decano del Colegio Cardenalicio, y al final de los mismos el Papa Francisco presidió el rito de la última commendatio y valedictio. Su cuerpo fue llevado a México y tras otro solemne funeral celebrado el 29 de abril por los cardenales Carlos Aguiar Retes, Norberto Rivera Carrera y Francisco Robles Ortega en la Basílica de Nuestra Señora de Guadalupe, fue sepultado en el Santuario Diocesano de Nuestra Señora de Guadalupe de la diócesis de Zamora.

## Críticas
En el 2009, recibió "una severa reprimenda del Vaticano", por haber declarado que los homosexuales y transexuales nunca podrán entrar al cielo.

## Obras
- Metabioethics and Biomedicine: Synthesis of Principles and Applications. 2006.
- Hacia el Tercer Milenio, Teología y Cultura. Consejo Episcopal Latinoamericano. 1988. ISBN 9789586251174.
- La Enfermedad y la Vida Cristiana: El Misterio Del Sufrimiento Humano. Vida y Espiritualidad. 2005. ISBN 9789972212031.
- Santo Domingo, puerta grande hacia el tercer milenio. Consejo Episcopal Latinoamericano. 1994.
- Dios es amor: esbozo para una renovación de la Teología de la Caridad. Ediciones Vida y Espiritualidad. 1992.
- Puebla: pueblo, liberación, educación. Ediciones Paulinas. 1980.
- María en la historia de la salvación en América Latina. CELAM. 1987. ISBN 9789586250078.
- Teología y medicina. Pontificio consejo para la pastoral de la salud (2ª edición). SELARE. 2000.
- Nuevos grupos religiosos. Diócesis de Zacatecas. 1989.
- Por qué soy católico: respuesta a las sectas (5ª edición). Paulinas. 1996. ISBN 9789706121004.
- Una catequesis para la liberación del hombre de hoy. Instituto de Pastoral Catequética. 1971.
- La Iglesia del pueblo: teologías en conflicto. Centro de Estudios y Promoción Social. 1983.
- Sectas ¿Qué pensar?. Conferencia Episcopal Mexicana. 1992.
- Relaciones iglesia-estado: instrucción doctrinal. 1992.
- ¿Qué pensar de las sectas? (2ª edición). Ediciones Paulinas. 1994. ISBN 9789706120137.